# Brugsesteenweg (Gent)
De Brugsesteenweg in Gent is de naam van het grootste deel van de heirweg naar Brugge vanuit Gent en ligt aldus ten noordwesten van het centrum van Gent. Hij ligt in het verlengde van Noordstraat, Phoenixstraat en Bevrijdingslaan en loopt zo verder doorheen het centrum van Mariakerke. Rond het beginstuk van deze weg ligt de wijk de Brugse Poort. De Brugsesteenweg was een onderdeel van de belangrijke verbindingsweg tussen Keulen en Brugge.
In Mariakerke loopt de weg langs de Bourgoyen-Ossemeersen, alwaar de galg ofte 3 Pickel stond (Driepikkelstraat). De huidige weg stopt aan de Brugse Vaart.
Langs de Brugsesteenweg ligt ook een tuinwijk, de Werkliedenkolonie van de Gentse Maatschappij voor Goedkope Woningen, die in de volksmond de Blokken wordt genoemd. Deze wijk rond het Koning Nobelplein aan de Brugsesteenweg werd in de Tweede Wereldoorlog getroffen door een bombardement waarbij slachtoffers vielen. Rond 2005 werd de oude wijk afgebroken en vervangen door nieuwbouw.